# Gymnosporia tenuispina
Gymnosporia tenuispina là một loài thực vật có hoa trong họ Dây gối. Loài này được (Sond.) Szyszyl. mô tả khoa học đầu tiên năm 1888.

## Hình ảnh

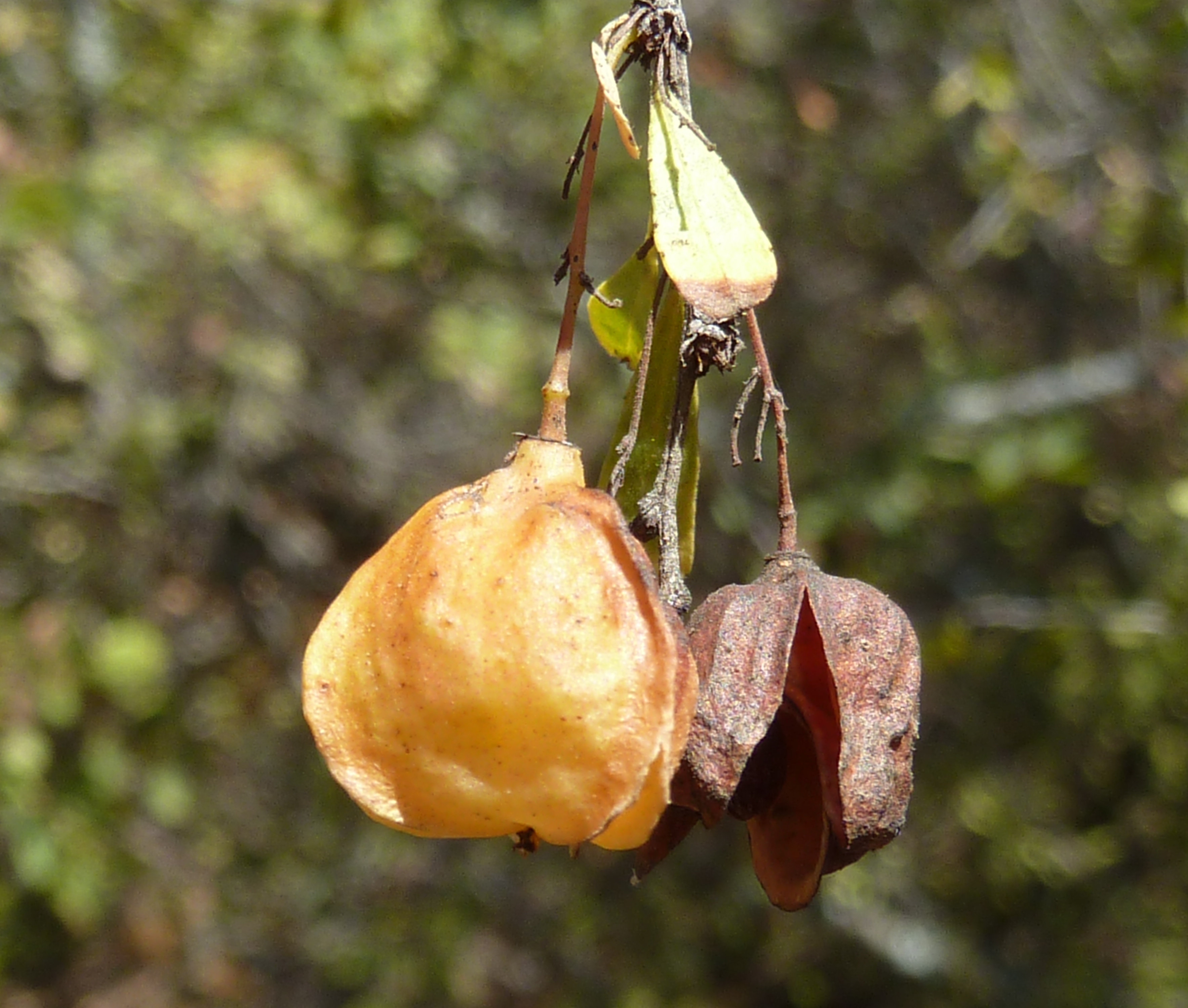